# Halargyreus johnsonii
Halargyreus johnsonii is een straalvinnige vissensoort uit de familie van de diepzeekabeljauwen (Moridae). De wetenschappelijke naam van de soort is voor het eerst geldig gepubliceerd in 1862 door Günther.